# Cédric Djeugoué
Cédric Djeugoué (ur. 28 sierpnia 1992 w Mankwie) – kameruński piłkarz występujący na pozycji obrońcy w irackim klubie Al-Kahrabaa SC. Znalazł się w kadrze na mistrzostwa świata 2014.